# 사랑방

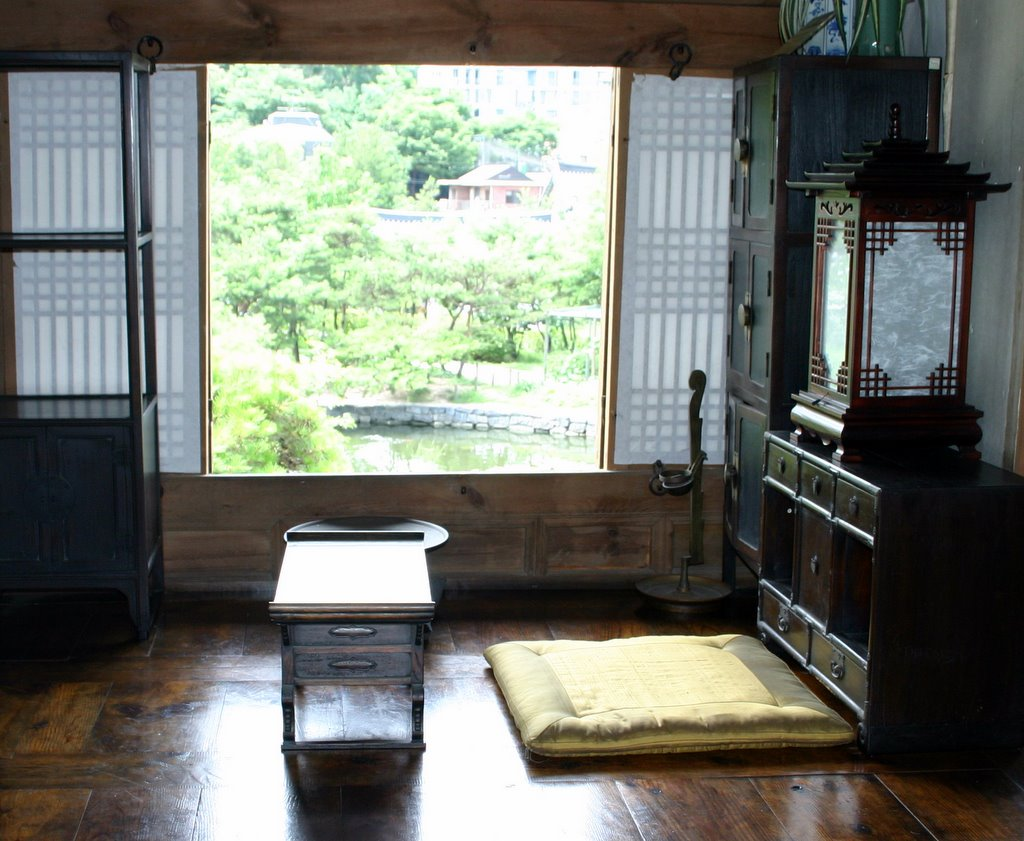
사랑채.

사랑방(舍廊房) 또는 사랑채는 한국의 전통주택에서 가부장의 생활공간이자 학문과 예술로 마음을 닦아 맑게 하고, 손님을 접대하며, 묵객들이 모여 담소하거나 취미를 즐기던 공간으로 양반 사대부들의 집에는 반드시 사랑채가 갖추어져 있었다. 안채에 대응되는 개념으로 바깥채라 부르기도 한다. 여성이 가장이 된 경우에도 남성이 주로 사용했다. 요즈음은 지적 호기심을 자극하는 친근한 공간의 의미로 사용한다. 강원도 유일한 국토부 선도지역 통리 도시재생 지원센터에는 이런 의미의 사랑방을 몇 개 만들어 놓아 주민학교 방으로 활용하고 있다.
계층이 낮은 가정에서 사랑방은 여성의 공간인 안방의 맞은편에 위치하였다.

## 역사
유교는 조선시대(1392~1894)에 한국에 널리 퍼졌다. 사랑채가 발달한 시기이기도 하다. 이 개념은 유교적 이상의 우선순위를 반영했다. 유교에서는 성별을 엄격하게 분리하고 각 성별에 활동과 의무를 부여한다. 공부와 시를 미덕으로 여겼다. 따라서 사랑채와 안채는 이러한 이상을 따르도록 가정을 물리적으로 지향시켰다.

## 같이 보기
- 안방
- 한옥